# Gustave Garrigou

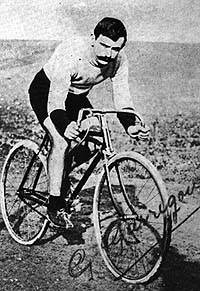
Gustave Garrigou

Gustave Garrigou (Jaoul-Vabre, 24 de setembro de 1884 - Esbly, 28 de janeiro de 1963) foi um ciclista profissional da França.

## Participações no Tour de France
- Tour de France 1907 : 2º colocado classificação geral
- Tour de France 1908 : 4º colocado classificação geral
- Tour de France 1909 : 2º colocado classificação geral
- Tour de France 1910 : 3º colocado classificação geral
- Tour de France 1911 : Vencedor na classificação geral
- Tour de France 1912 : 3º colocado classificação geral
- Tour de France 1913 : 2º colocado classificação geral
- Tour de France 1914 : 5º colocado classificação geral